# Bling-bling

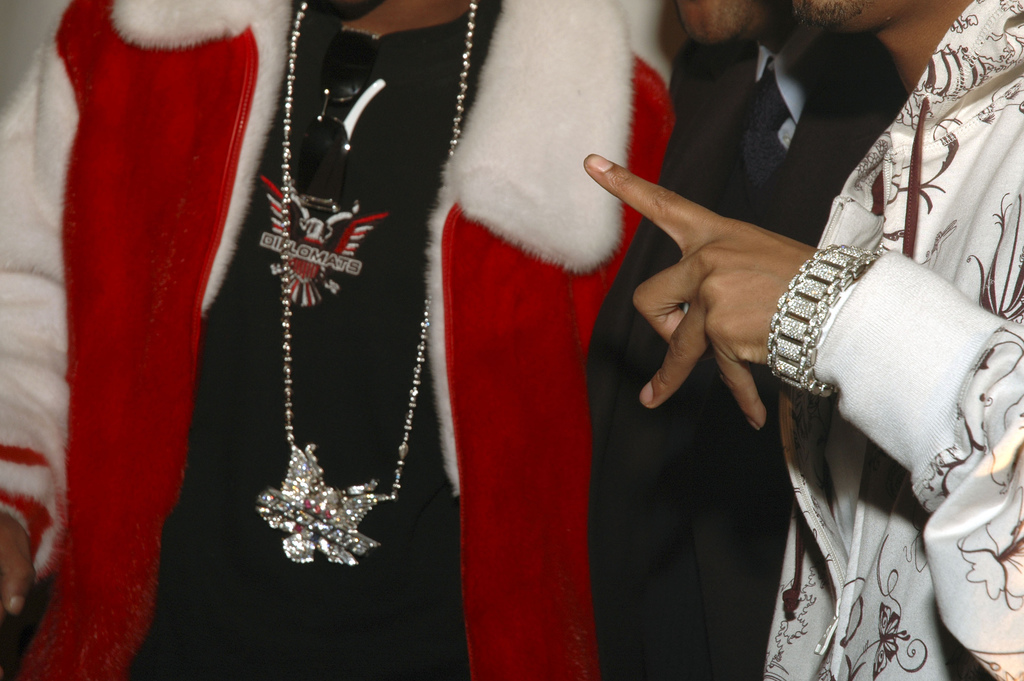
Gioielleria bling-bling.

Con bling-bling (o semplicemente bling), nello slang diffuso dalla cultura hip hop, si intendono l'elaborata gioielleria, gli accessori ornamentali e l'abbigliamento che sono portati, indossati o applicati (ad esempio, su telefoni cellulari o denti) a scopo di ostentazione.

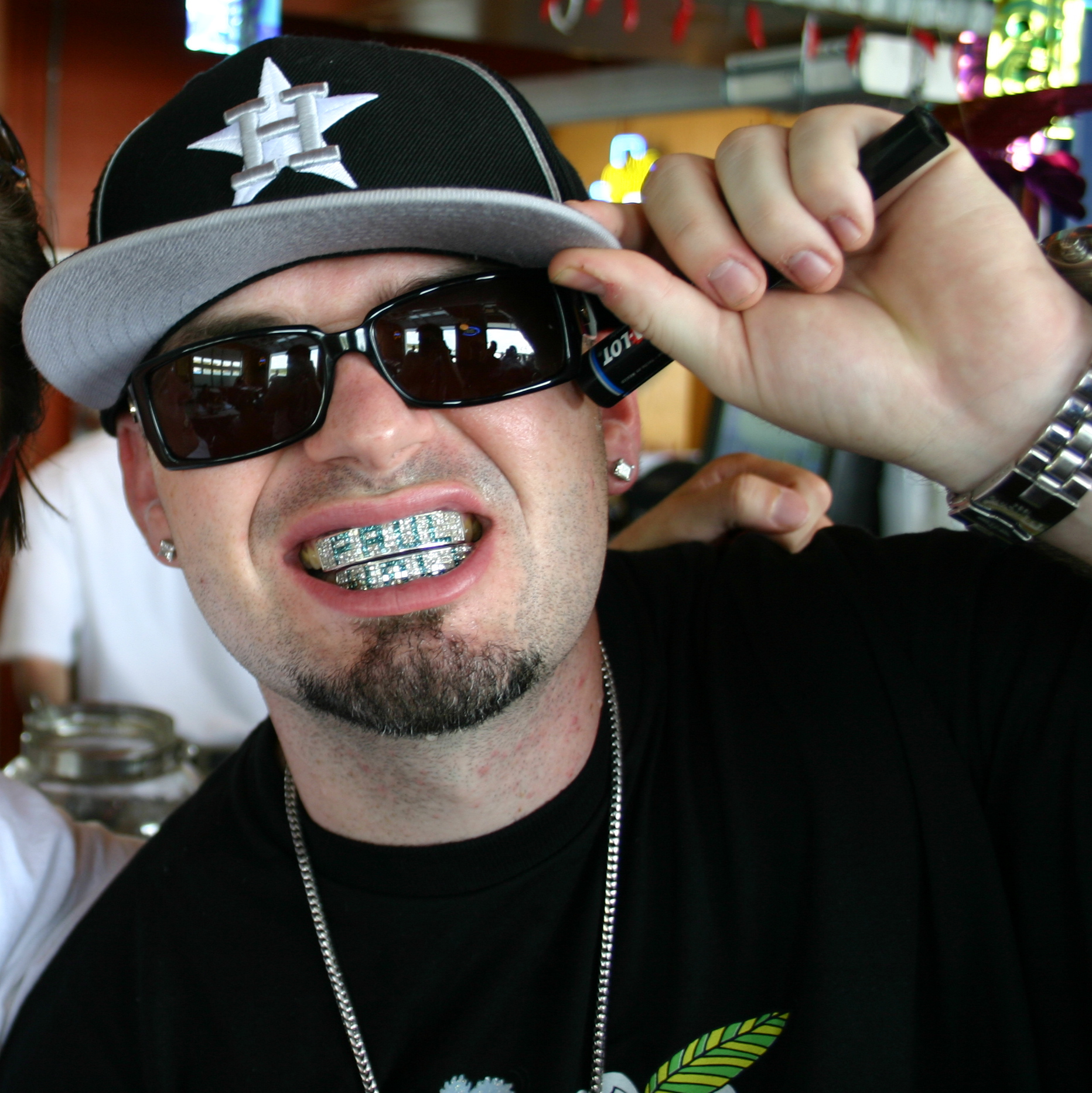
I grill, tipici gioielli bling-bling applicati ai denti da Paul Wall.

Questo significato è spesso associato ai gusti e ai comportamenti di appartenenti alla classe operaia, agli strati bassi del ceto medio o alle classi affluenti dei nuovi ricchi. Il termine, appartenente al registro informale, indica anche l'atto di indossare questo genere di articoli.

## Storia
Il termine ha avuto diffusione a seguito della canzone del 1999 Bling Bling di B.G., e nel 2003 è stato riconosciuto dall'Oxford English Dictionary.

## Analisi sociopolitiche
Nel cortometraggio Bling: Consequences and Repercussions, girato da Kareem Edouard con voce narrante di Chuck D, il cantante dei Public Enemy, si spiega come i diamanti siano, a volte, cosiddetti diamanti insanguinati, frutto di guerre di rifornimento, povertà, schiavitù e uccisioni in Africa.
Il documentario Bling: A Planet Rock (2007) mette a confronto il mondo appariscente della gioielleria dell'hip-hop commerciale con il ruolo significativo che i diamanti hanno avuto nella decennale Guerra civile in Sierra Leone (1991-2002). Il film segue le vicende di tre celebrità del mondo hip-hop: Raekwon (Wu-Tang Clan), Paul Wall (produttore di Diamond grillz) e Tego Calderón (re del reggaeton) visitano la capitale della Sierra Leone, Freetown, per incontrare la comunità ed indagare sulla devastazione causata dalle miniere di diamanti.